# Bulik
Bulik (en rus: Булык) és un poble de la República de Buriàtia, a Rússia, segons el cens del 2010 tenia 620 habitants.